# Bình Sơn, Lục Nam
Bình Sơn là một xã thuộc huyện Lục Nam, tỉnh Bắc Giang, Việt Nam.

## Địa lý
Xã Bình Sơn có diện tích 27,34 km², dân số năm 1999 là 5464 người, mật độ dân số đạt 200 người/km².

## Lịch sử
Ngày 10 tháng 8 năm 2021, HĐND tỉnh Bắc Giang ban hành Nghị quyết số 28/NQ-HĐND về việc thành lập thôn Đồng Hiệu trên cơ sở một phần của thôn Bãi Đá.